# Michał Malinowski (męczennik)
Michał Malinowski (ur. 29 listopada 1887 w Szwaksztach na Wileńszczyźnie, zm. 13 sierpnia 1942 w Dachau) – Sługa Boży Kościoła katolickiego, zakonnik Towarzystwa Jezusowego i misjonarz, więziony w obozach koncentracyjnych, zamordowany w niemieckim obozie koncentracyjnym w Dachau.

## Życiorys
Ukończył studia na Cesarskiej Rzymskokatolickiej Akademii Duchownej w Petersburgu, a następnie został profesorem teologii w diecezjalnym seminarium w Wilnie. Po wstąpieniu do Towarzystwa Jezusowego pracował najpierw w misji w Albertynie, następnie w Warszawie i Poznaniu. W połowie lipca 1939 otrzymał nominację na przełożonego domu zakonnego w Łodzi. Po wybuchu II wojny światowej został aresztowany przez gestapo 25 marca 1940 za patriotyczne kazanie podczas mszy świętej w Niedzielę Zmartwychwstania Pańskiego. Więziony w hitlerowskim więzieniu policyjnym przy ul. Sterlinga 16 w Łodzi, był podczas przesłuchiwań wielokrotnie dotkliwie pobity. W połowie czerwca 1940 został wywieziony do niemieckiego obozu koncentracyjnego w Buchenwaldzie, a następnie w Dachau, gdzie zmarł z wycieńczenia fizycznego 13 sierpnia 1942.

## Proces beatyfikacyjny
Jest jednym z 122 Sług Bożych, wobec których 17 września 2003 rozpoczął się drugi proces beatyfikacyjny drugiej grupy polskich męczenników z okresu II wojny światowej.